# الانریج
الانریج (به لاتین: Allanridge) یک شهرک در آفریقای جنوبی است که در ایالت آزاد واقع شده‌است.

## خصوصیات
الانریج ۳۱٫۷ کیلومترمربع مساحت و ۱۹٬۳۳۷ نفر جمعیت دارد.